# Tour della nazionale maschile di rugby a 15 dell'Inghilterra 1998
Tra il 1996 e il 1999, ossia nel periodo tar le due edizioni della Coppa del Mondo di rugby la Nazionale inglese di rugby si è recata più volte in tour
Nel 1998 l'Inghilterra visita in un ambizioso tur le tre "potenze australi" del rugby: sarà un Tour dai pessimi risultati, tanto da essere ricordato come "Tour from hell" : 4 sconfitte pesantissime, in particolare il 76-0 subito dall'Australia.

## Risultati
| Brisbane 6 giugno 1998 | Australia | 76 – 0 | Inghilterra |  |

| 14 giugno 1998 | Nuova Zelanda A | 18 – 10 | Inghilterra XV |  |

| Invercargill 16 giugno 1998 | Nuova Zelanda Academy | 50 – 32 | Inghilterra XV |  |

| Dunedin 20 giugno 1998 | Nuova Zelanda | 64 – 22 | Inghilterra | Carisbrook |

| Rotorua 23 giugno 1998 | New Zealand Māori | 62 – 14 | Inghilterra XV |  |

| Auckland 27 giugno 1998 | Nuova Zelanda | 40 – 10 | Inghilterra | Eden Park |

| Città del Capo 4 luglio 1998 | Sudafrica | 18 – 0 | Inghilterra |  |